# 善导寺 (青岛)
善导寺为中国青岛市内一座曾经存在的日本佛教净土宗寺院，其原址位于今山东省青岛市市北区黄台路42号，建于1930年。1947年曾改为忠烈祠，1956年改为幼儿园。现已不存。

## 历史
净土宗知恩院青岛别院开设于1927年，1930年在黄台路修建“新终南山善导寺”，同年9月（一说12月）建成，建筑师小山良树设计，木舟组承建。该寺住持为本原义岳，1939年有250名檀家（供养寺院的固定信徒）。由于日本佛教历来与政治关系紧密，日本佛教界也一度成为日本军国主义的支持者，通过“从军布教”、为日军及其傀儡政权武装举行“慰灵祭”等活动为日军侵华服务。善导寺曾举行1939年12月10日“二阶堂部队阵亡将士慰灵祭”等仪式。
1945年8月日本投降后，日本侨民全部被遣返，善导寺地产物品经青岛市政府责令，于1946年初由汉传佛教湛山寺接收，改名为昭忠寺。1945年12月，青岛市政府曾计划将青岛神社改为忠烈祠，但因市民非议（一说因财政困难），于1947年3月改为将善导寺勘定为忠烈祠址，并成立青岛市忠烈祠筹建委员会，改建耗资13930万元，占地面积3200平方米，同年8月完工，9月3日抗战胜利日举行抗日英烈入祠典礼，入祠内政部颁布的烈士64人。1948年3月11日，内政部又函准173名烈士入祀忠烈祠。同年4月5日入祠青岛市籍烈士85名，并举行春祭、招待烈士遗族。1948年10月20日及1949年3月29日，青岛市政府两次为抗战烈士举行祭礼。
1956年，此处改为海军青岛基地幼儿园，曾改名为北海舰队后勤部幼儿园，现名北部战区海军保障部幼儿园。原寺院已不存。

## 建筑
善导寺位于贮水山南麓、黄台路中段北侧，邻近小鲍岛日侨聚居区，黄台路两侧也多为日侨住宅。寺院由佛堂、附属楼房与雕像亭组成，规模仅次于西本愿寺。佛堂位于地块西北角的台基上，坐北朝南，为日本传统木结构建筑样式，屋顶高耸，外观较朴素。佛堂前方坡地整理成两段台地和三段楼梯，通过对称布局与地势凸显佛堂威严。雕像亭位于佛堂右前方，为六角攒尖顶亭，亭中设须弥座，座上为2米多高的善导大师像。附属楼房位于佛堂东侧，与佛堂相连，为僧人生活用房，有客厅、宿舍、澡塘等。